# Alessandro Bianchi (polityk)
Alessandro Bianchi (ur. 28 stycznia 1945 w Rzymie) – włoski naukowiec, urbanista, wykładowca akademicki, od 2006 do 2008 minister transportu.

## Życiorys
Ukończył w 1970 studia na Uniwersytecie Rzymskim – La Sapienza. Zajął się następnie karierą naukową. Od 1987 wykładał jako profesor m.in. na uniwersytetach stołecznych. W 1995 objął katedrę urbanistyki na Uniwersytecie w Reggio di Calabria (Università degli Studi "Mediterranea" di Reggio Calabria). W latach 90. odpowiadał za koordynację planu zagospodarowania przestrzennego w Kalabrii. W 1999 powołano go na dyrektora departamentu analizy miast śródziemnomorskich. W tym samym roku został rektorem swojej uczelni, funkcję tę pełnił do 2007. Był też sekretarzem generalnym krajowej konferencji rektorów.
Był członkiem Włoskiej Partii Komunistycznej, później formalnie pozostawał bezpartyjny. Sympatyzował z Partią Komunistów Włoskich, w 2006 bez powodzenia z jej ramienia kandydował do Senatu. W maju tego samego roku objął urząd ministra transportu w rządzie Romano Prodiego, stanowisko to zajmował do maja 2008. Był rekomendowany przez komunistów, jednak w 2008 przyłączył się jednak do nowo powstałej Partii Demokratycznej.

## Wybrane publikacje
- Analisi dello sviluppo urbano nazionale e delle sue interdipendenze con il sistema dei trasporti, Area dello Stretto di Messina, Progetto Finalizzato Trasporti C.N.R., 1982–1986
- Rapporto annuale sulla situazione economica e territoriale del Lazio, IRSPEL, 1985–1987
- Problemi e prospettive dell'assetto urbano e territoriale nelle regioni meridionali, SVIMEZ, 1986–1988
- Atlante informatizzato dei beni architettonici e ambientali della Calabria, Ministero B.C.A., 1989–1991
- Mappa del rischio ambientale della Calabria, CNR, 1991–1992
- Le nuove forme del piano, MURST 40%, 1994
- Le città del mediterraneo, CNR, 2001